# جبال كاسكيد

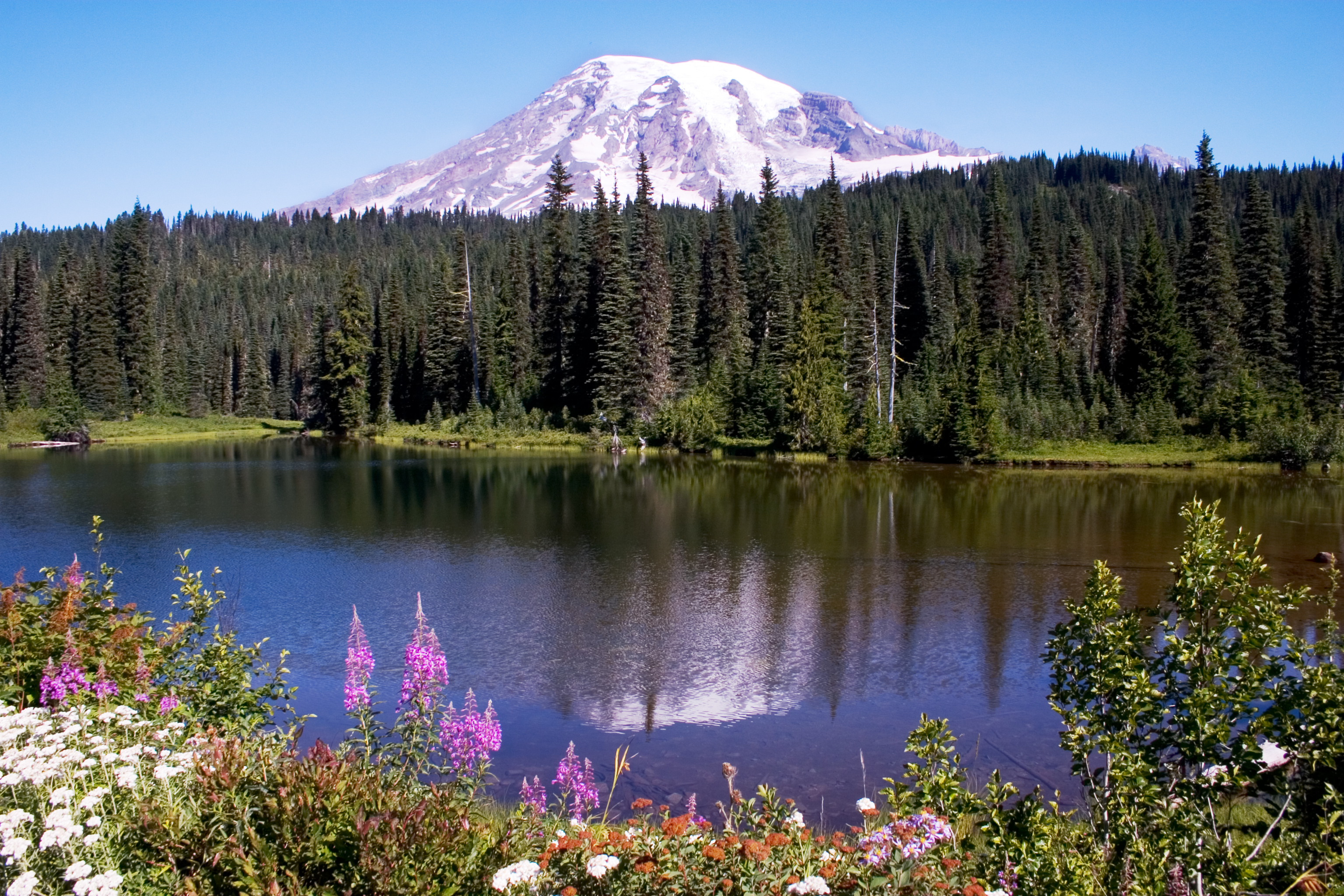
جبل راينر، ولاية واشنطن.

جبال كاسكيد هي سلسلة جبلية رئيسية في غرب الولايات المتحدة الأمريكية، تمتد من جنوب كولومبيا البريطانية مارة بواشنطون وأوريغون حتى شمال كاليفورنيا.
تحتوي قمم بركانية وغي بركانية.

## أعلام
- تيد بندي